# قدرت باور
«قدرت باور» (به انگلیسی: The Power to Believe) آلبومی از گروه موسیقی پراگرسیو راک کینگ کریمسون است.